# St.-Lukas-Kapelle (Konau)

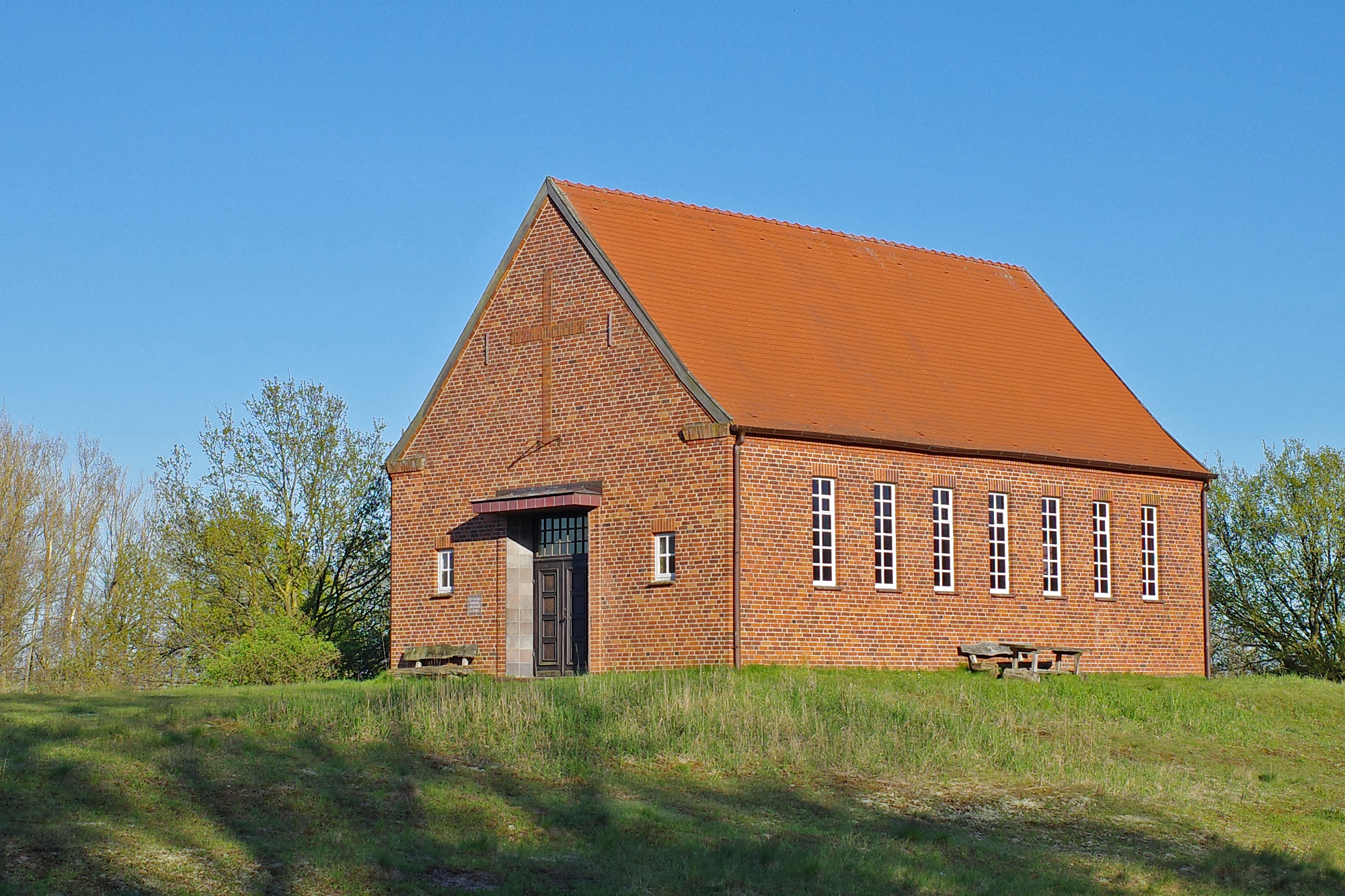
St.-Lukas-Kapelle in Konau, Blick nach Südosten (2023)

Die St.-Lukas-Kapelle liegt in dem Dorf Konau in der Gemeinde Amt Neuhaus im niedersächsischen Landkreis Lüneburg. Die nach dem Evangelisten Lukas benannte Kapelle ist der einzige Kirchenneubau überhaupt, der im Sperrgebiet der DDR errichtet werden durfte.

## Lage
Die St.-Lukas-Kapelle befindet sich am südöstlichen Ortseingang der Dörfer Konau und Popelau, die zusammen ein einheitliches Marschhufendorf bilden. Die Kapelle steht frei auf einem alten Elbdeich erhöht in der von Wiesen und Gehölzen umgebenen Auenlandschaft. Die Elbe verläuft wenige hundert Meter westlich der Kapelle.

## Geschichte
An gleicher Stelle befand sich bereits im 17. Jahrhundert eine Dorfkapelle. Nachdem diese bei einem Deichbruch der nahegelegenen Elbe vollständig zerstört worden war, fanden Gottesdienste zunächst in den Häusern der Bürgermeister statt und später im ehemaligen Betsaal der Dorfschule. Während der Besatzungszeit wurden Gottesdienste 1948 verboten. Der Hagenower Kreisschulrat veranlasste 1950 die Entfernung des gesamten kirchlichen Inventars aus der Schule. Die Kirchengemeinde Konau-Popelau und die benachbarte Kirchengemeinde Stapel setzten sich daraufhin für den Neubau einer Kapelle ein.
Im März 1953 wurde die Baugenehmigung für die St.-Lukas-Kapelle erteilt. Ihre Errichtung wurde durch Spenden der Bevölkerung und Unterstützung durch die Evangelisch-lutherische Landeskirche Hannover möglich. Die für den Bau benötigten Ziegelsteine, insgesamt etwa 50.000 Stück, mussten zu überhöhten Preisen per Schiff aus Brandenburg angeliefert werden. Beim Bau war die örtliche Bevölkerung maßgeblich beteiligt. Die Einweihung erfolgte am 31. März 1957 auch unter Beteiligung westdeutscher Besucher.
1996 wurde die Kapelle restauriert.
Die Kapelle enthält heute auch eine Ausstellung zur neueren Geschichte der Dörfer Konau und Popelau.

## Architektur
Die St.-Lukas-Kapelle ist ein Backsteinbau mit rechteckigem Grundriss. Die Saalkirche besitzt ein mit roten Ziegeln gedecktes Satteldach. Der Haupteingang befindet sich mittig im nördlichen Mauerwerk zwischen zwei kleinen Fenstern. Im Bereich des Giebeldreiecks der Nordfassade oberhalb des Haupteingangs bilden Backsteine, die sich durch eine dunklere Farbe abheben, ein größeres lateinisches Kreuz.
Der Innenraum ist schlicht gestaltet. Die Wände sind weiß gestrichen, die hölzernen Kirchenbänke rot. Die Holzdecke wird durch Querbalken getragen. Der Schnitzaltar steht in einem Chor, der von einem Rundbogen aus Backsteinen umgeben ist.

## Ausstattung
In der Kapelle befindet sich ein Flügelaltar, der vom Holzschnitzer Franz Erben geschaffen wurde. Das Mittelbild zeigt die Kreuzigung Jesu. Das Kreuz überragt den Flügelaltar dabei deutlich.